# Handbra

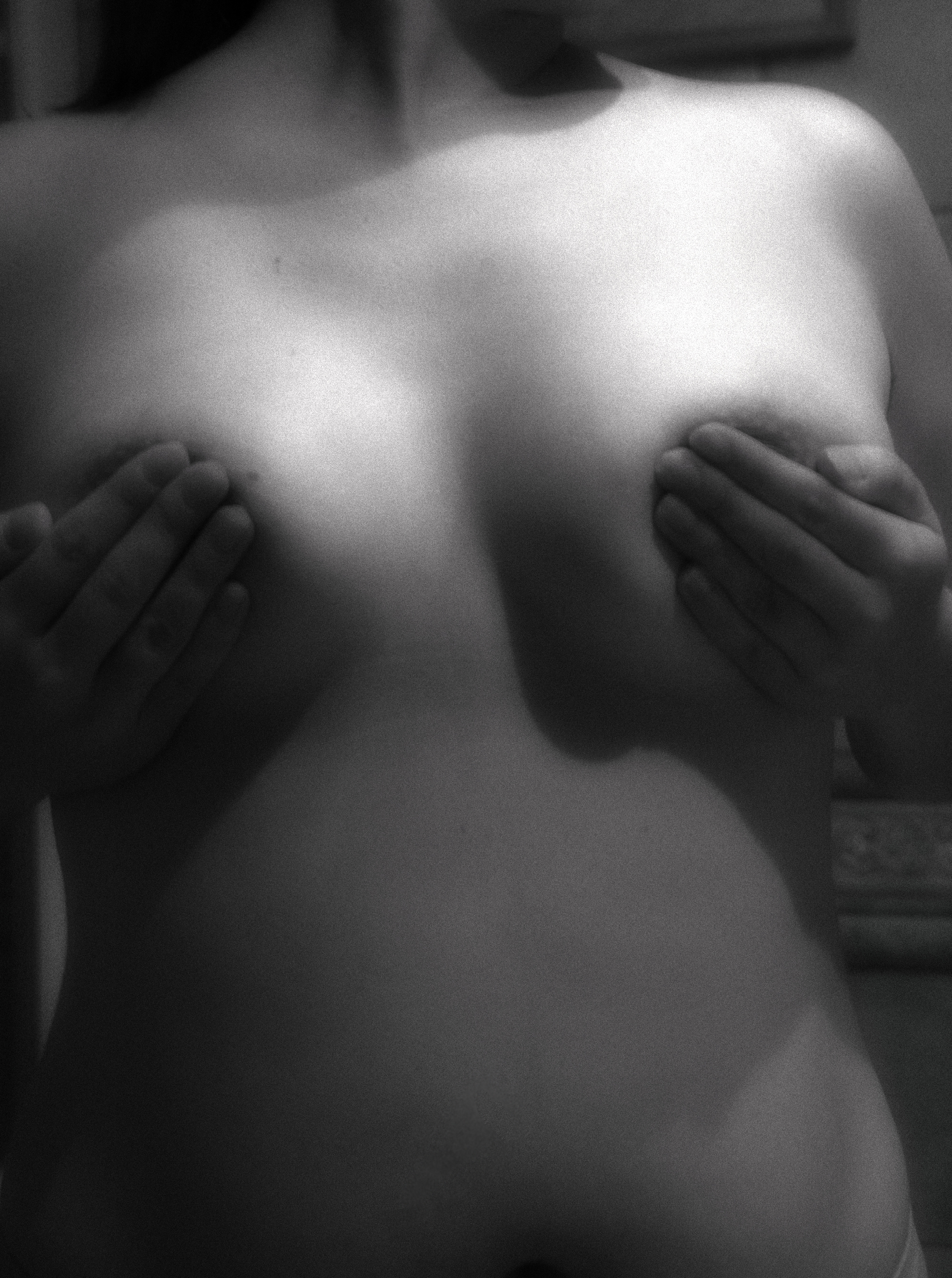
Handbra

Handbra (hand bra nebo hand-bra) je fotografická póza, při které modelka zakrývá své bradavky a prsní dvorce rukama. Ňadra mohou být zakryta i rukama někoho jiného. Název pochází z anglického slovního spojení hand – ruka a bra – podprsenka.

## Historie
Handbra si získala nesmírnou pozornost při zveřejnění portrétu Janet Jacksonové na obálce časopisu Rolling Stone v září 1993, který byl později označen za „Nejoblíbenější Cover Ever“.
Tato póza je často používána v pánských časopisech, jako jsou například For Him Magazine, Maxim a Zoo Weekly, které publikují fotografie spoře oděných B-hereček a modelek.
V červenci 1994 dcera Ronalda Reagana Patti Davisová pózovala na titulní stránce časopisu Playboy s jiným modelem, který jí zakrýval ňadra. Fotograf Raphael Mazzucco vytvořil v roce 2006 kultovní snímek osmi žen na pláži se zakrytými ňadry na obálce magazínu Sports Illustrated ve vydání Swimsuit Issue a o rok později zveřejnil portrét ležící Marisy Millerové, která si zakrývala prsa rukama a ve svém rozkroku měla položený iPod.
Handbra byla předmětem parodického reklamního spotu magazínu Holding Your Own Boobs, ve kterém účinkovali herečka Sarah Michelle Gellar a Will Ferrell 15. května 1999 v epizodě Saturday Night Live.
K dispozici je také podprsenka s názvem „handbra“, která se vyráběla ve tvaru rukou, jako parodie na tuto „techniku“.

## Galerie

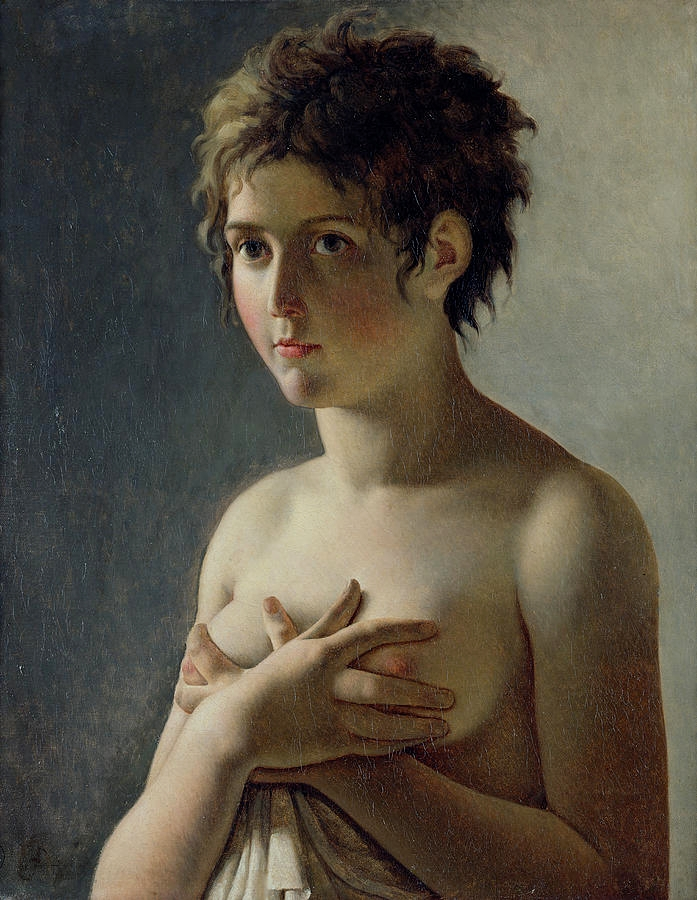
Jeune fille en buste, Pierre-Narcisse Guérin, asi 1794
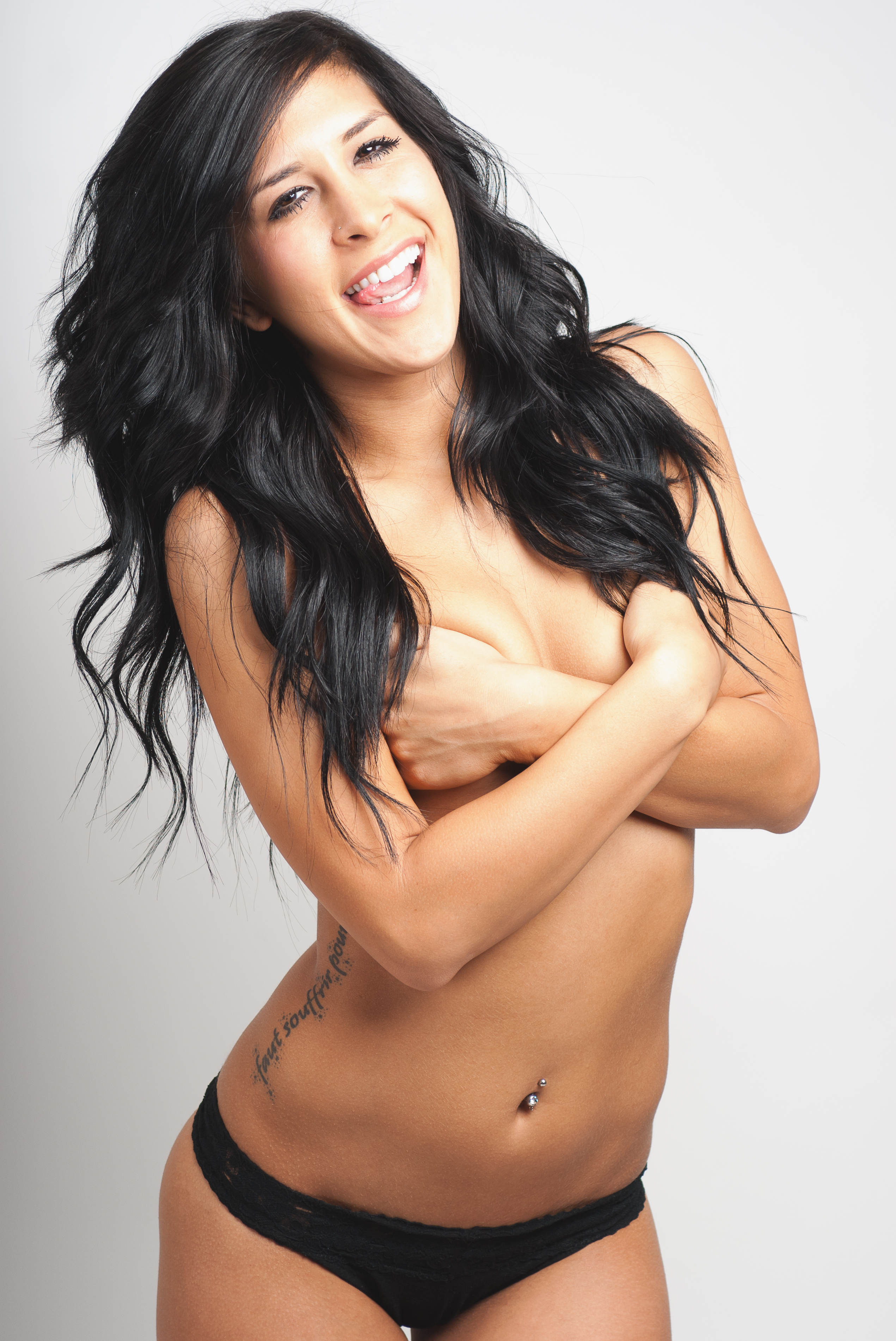
Kaysee
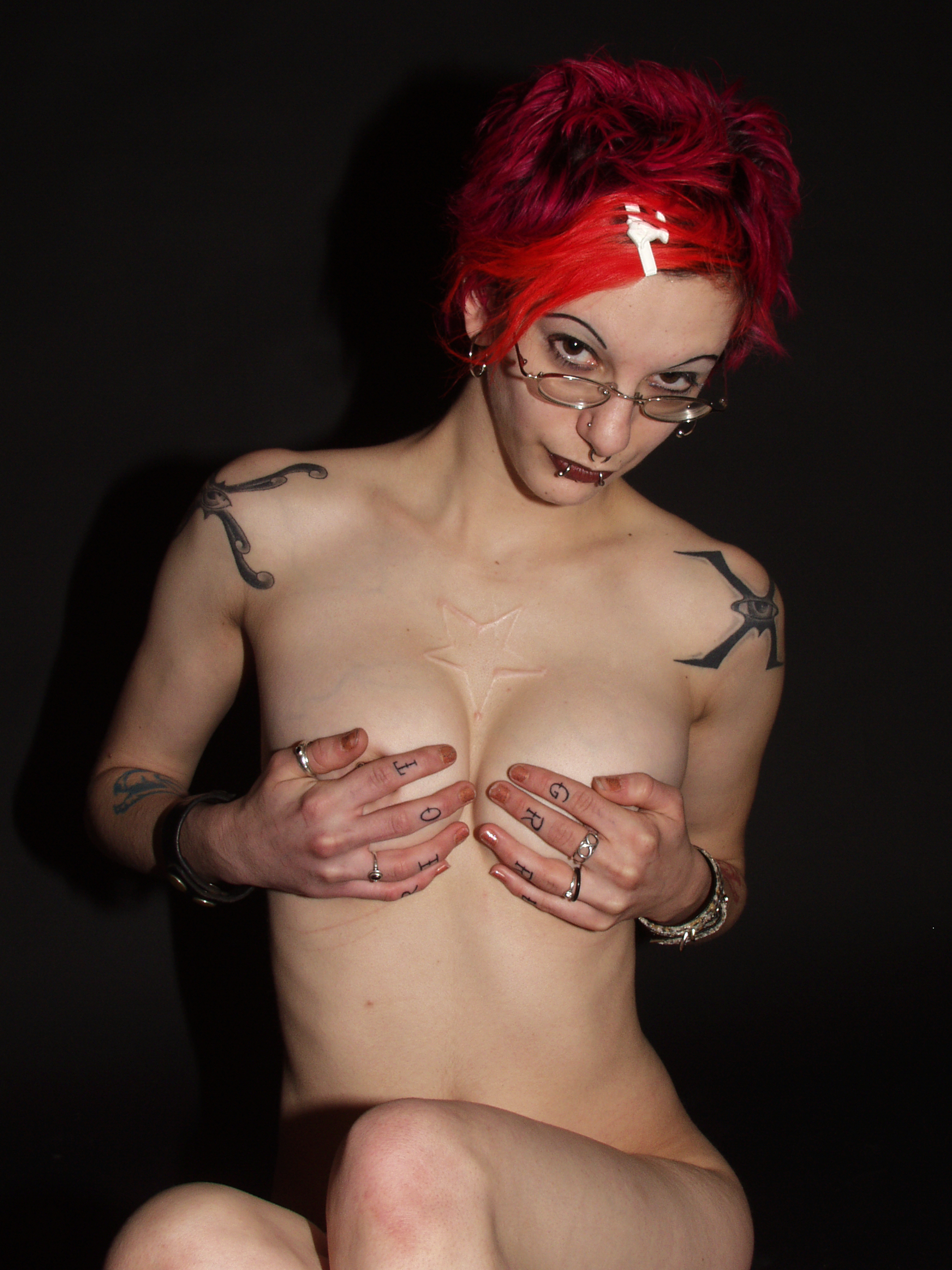
Bella Vendetta
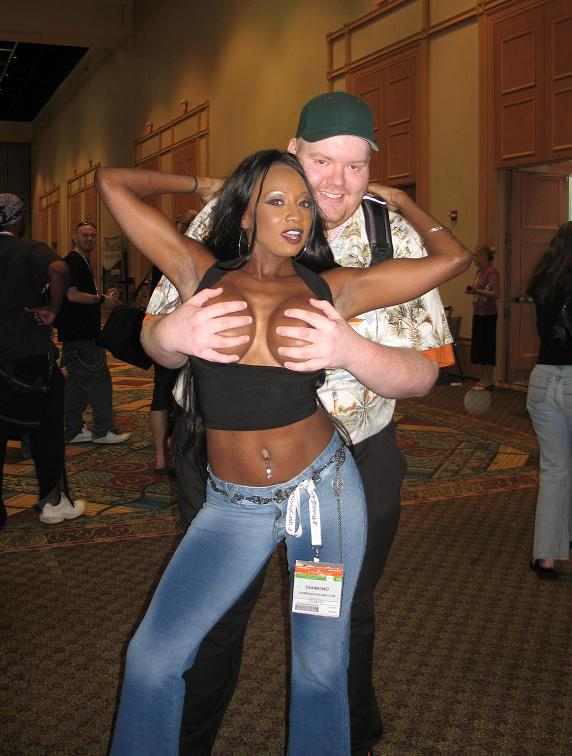
Diamond Jackson
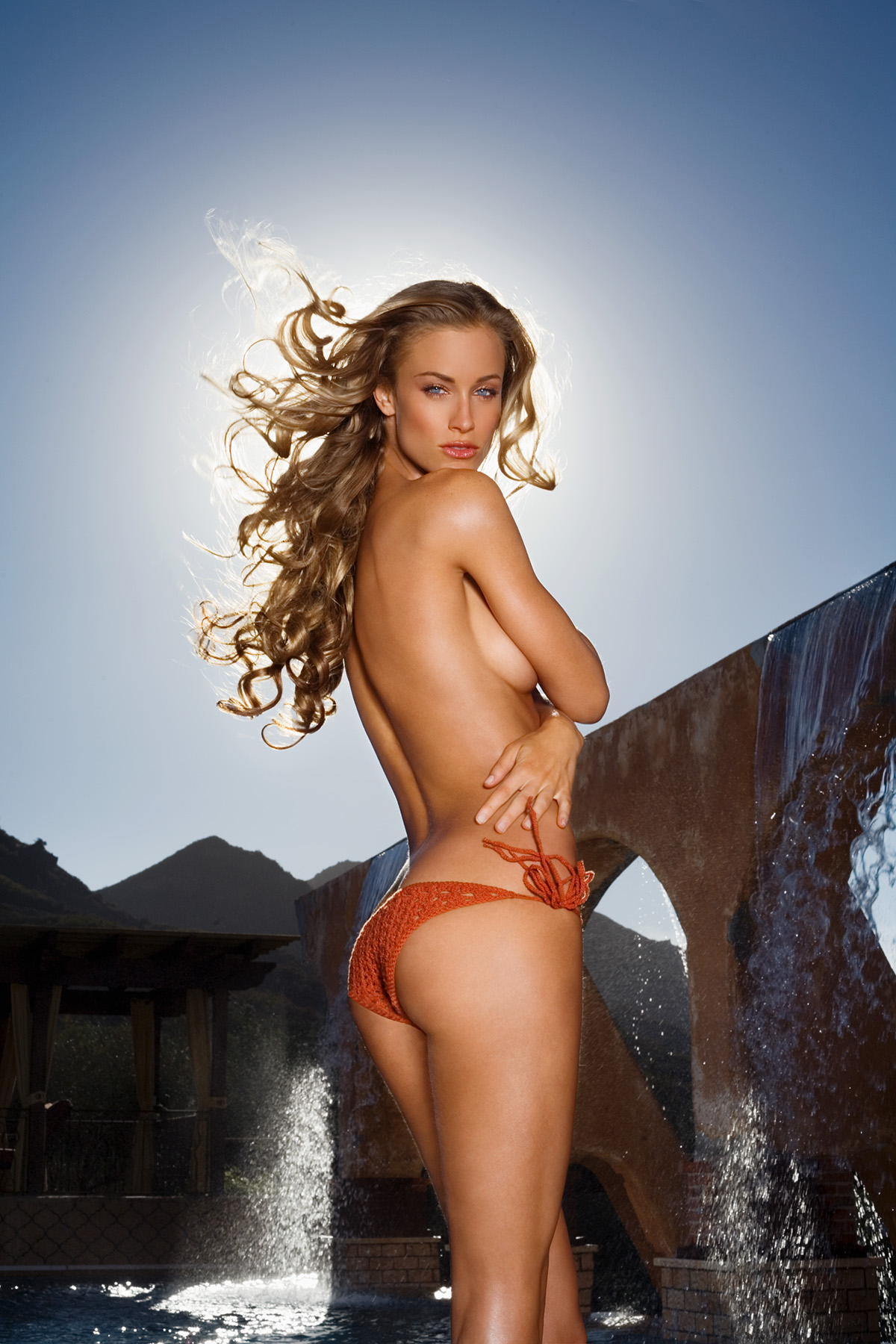
Michele Merkin, 2006
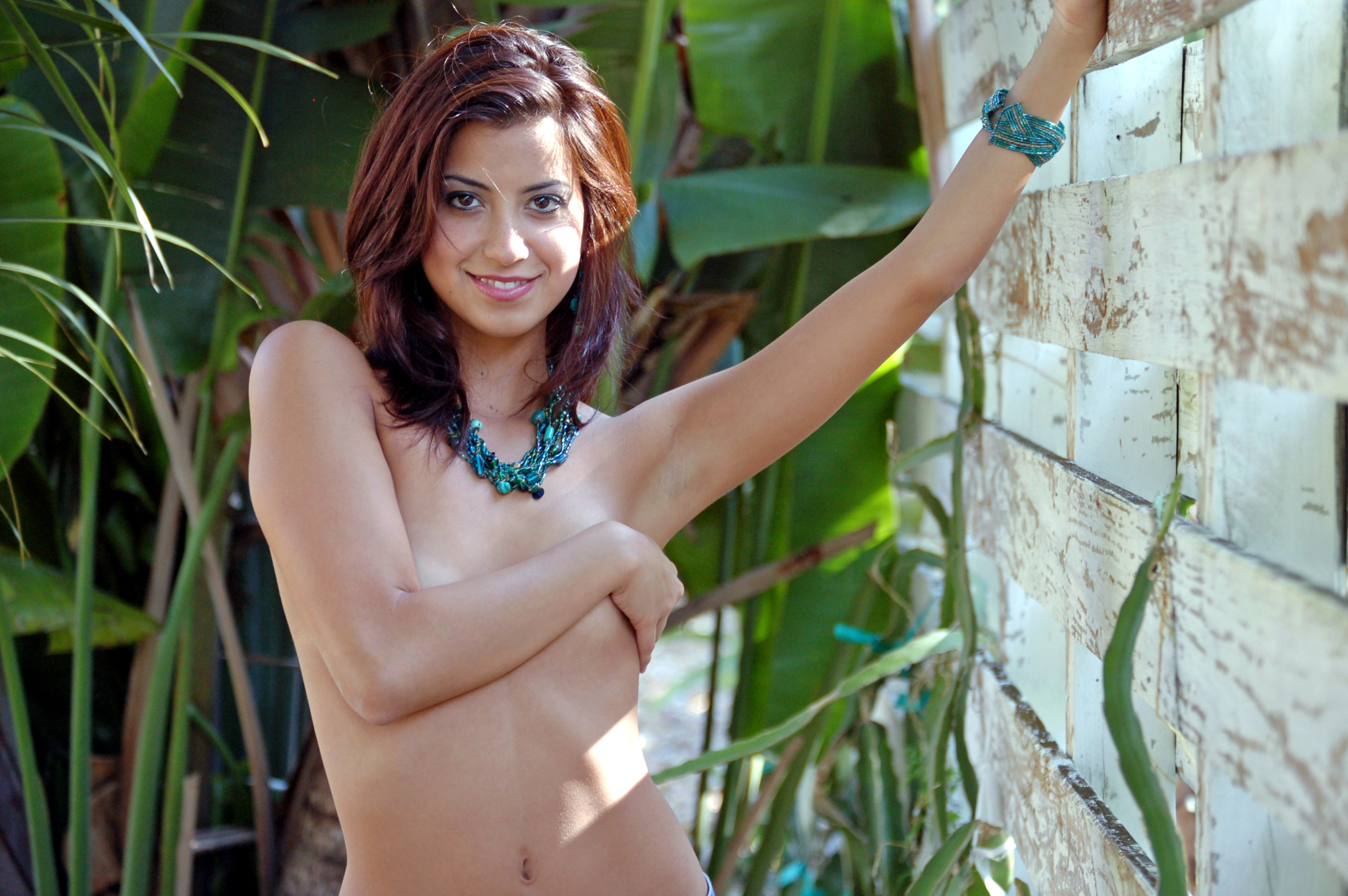
Armbra